# Parafia Świętych Apostołów Piotra i Pawła w Warszawie
Parafia Świętych Apostołów Piotra i Pawła w Warszawie – parafia rzymskokatolicka należąca do dekanatu ursynowskiego, archidiecezji warszawskiej, metropolii warszawskiej Kościoła katolickiego. Obsługiwana przez księży archidiecezjalnych.

## Historia
Parafia została utworzona w 1946 roku z części parafii św. Katarzyny. 
Kościół parafialny został wybudowany w latach 1947–1958.
Na terenie parafii znajduje się cmentarz.

## Proboszczowie
- ks. kan. dr Ronald Kasowski (od 2019)[3]